# 優勝内国産馬連合競走
優勝内国産馬連合競走（ゆうしょうないこくさんばれんごうきょうそう）とは1911年（明治44年）から1937年（昭和12年）まで行われていた日本の競馬の競走である。
当時の日本国内最高賞金の競走で、現在の天皇賞のルーツの一つである。

## 概要
優勝内国産馬連合競走は、3200メートル（=約2マイル）で行なわれていたことから連合二哩（れんごうにまいる）や連合競走、あるいは単に連合とも通称されていた。
日本各地の競馬倶楽部のチャンピオンだけが一生に1回だけ出走できるという点で後に創設される東京優駿大競走（現・東京優駿（日本ダービー））の前身であり、春秋1回ずつ3200m（当時）で行なわれる「日本一の名馬決定戦」という点で後の天皇賞（1937年（昭和12年）秋以降の帝室御賞典）の前身である。

## 歴史

### 背景 - 国策競馬と馬券の禁止
明治後期に盛んになった競馬には「軍馬改良」という大義名分があった。1899年（明治32年）の北清事変で日本馬が西洋列強のウマに著しく劣ることが明らかになり、1894年（明治27年）の日清戦争、1904年（明治37年）の日露戦争でもそれが改善されていないことが問題となった。そのため1906年（明治39年）に明治天皇が勅令を発し、内閣に馬政局を設けて馬産を推進することになった。
この1906年（明治39年）の秋に東京競馬会が東京競馬場（池上競馬場）で開催した競馬が大成功すると、すぐに日本各地に同様の競馬倶楽部が「雨後の筍のごとく」乱立し、その数は200箇所以上にのぼった。これらの中には運営に不正や不手際があったり営利主義に走るものが多く、あちこちで不正競馬に起因する騒動が起きて世間を騒がせることになった。
そもそも当時の法令では馬券の発売を許す根拠は無かった。馬券を最初に発売したのは幕末から外国人が治外法権下で行っていた横浜競馬場だが、明治政府は長い間、これを事実上黙認してきた。1906年（明治39年）に始まった各地の競馬も同様に「政府は馬券の発売を黙認する（黙許競馬）」ことで成り立っていた。国会でもしばしば馬券は違法であると指摘する議員がいたが、軍馬育成の大義名分の前に黙殺されてきた。
1908年（明治41年）、社会の風潮が馬券の取り締まりに向かう中で、当時の第1次西園寺内閣から黙許を得て競馬が行われたのだが、7月に内閣が総辞職し、第2次桂内閣に変わった。この時入閣した岡部長職司法大臣は馬券反対派で、兵庫県で開催中の鳴尾競馬場へ官憲を派遣して馬券販売係を逮捕させた。ちょうどこの秋に実施される刑法大改定に合わせて、岡部司法大臣は競馬に対して強硬策をとり、陸軍を押し切って馬券の非合法として禁止することに成功した。軍や競馬界を背景にもつ議員には、馬券禁止は政府の不法行為だと論陣を敷いたものもあり、1909年（明治42年）には馬券を合法とする法案が衆議院で可決されたが、貴族院の特別委員会で廃案とされてしまった。この後、馬券が許可になるまでは長い年月がかかることになった。

### 創設 - 競馬不況と連合二哩創設
馬券の発売が禁止されるとすぐに、各地の競馬倶楽部は開催中止を余儀なくされ、次々と経営難に陥った。一般に当時の競馬倶楽部は、希望者が一口500円などの出資金を収めて会員となり、これらを集めたものが運営に充てられていたが、それだけでは賞金には程遠いので、馬券の売上から賞金を捻出していた。馬券がなければ賞金が出ず、賞金がでなければ馬主は出走させないし出走できる見込みがなければ馬が売れないので、各地の馬産地は深刻な不況に見舞われることになった。
実際にこの時代には競走への出走する頭数が激減し、日本全体で1レースの平均出走頭数が2頭以下となった。つまり、ほとんどの競走では1頭しか馬が出走しないということになる。競馬開催の大義名分が軍馬改良であったのに1頭だけでの競走（単走）では馬の選別改良が進まないため、軍部を後ろ盾とする馬政局は競馬に補助金を出すことになった。この補助金で1911年（明治44年）秋に創設されたのが優勝内国産馬連合競走である。

### 成立 - 日本一の名馬決定戦
東京競馬場（目黒競馬場）で新たに創設された特殊競走「優勝内国産馬連合競走」は1着賞金3000円、2着1500円、3着500円で、当時の日本の競馬の最高賞金の大賞だった。この頃の日本各地の競馬の賞金の年間総額は10万円（1910年（明治43年））で、1着賞金だけで年間の全賞金の3%に相当した。
当時の競走馬の価格が普通の抽籤馬で350円から400円、特別な優良馬で2000円程度であったが、この競走の創設によって産馬業界はにわかに活気付き、北海道では7〜8万円で取引される馬が出るほどになった。また、創設以来、民間による新興の小岩井農場の生産馬が5連覇を果たし、同牧場の血統の良さをアピールした。
この競走に出走するには高い条件をクリアしなければならなかった。この頃、日本各地の競馬会では春季・秋季の2回の開催を行っていた。優勝内国産馬連合競走に出走できるのは内国産（日本産）の牡馬か牝馬で（去勢馬は不可）、前季の新馬戦でデビューした馬で、新馬戦を勝った馬だけで争われる優勝戦で上位2着までに入ったものに限定されていた。これにより、秋の目黒競馬場には日本各地の新チャンピオンが集まり、その中で最良の馬を決定する「日本一の名馬決定戦」となった。この競走に出走し入着を果たした馬は全国に名声を轟かしたと伝えられる。

### 拡大 - 春秋開催・東西開催
創設当初は年に1回、秋に行われていた優勝内国産馬連合競走は、1918年（大正7年）から春季・秋季の年2回開催となった。出走条件には見直しがあり、1919年（大正8年）から「前季の新馬優勝戦の上位2着まで」から「前季新馬戦の1着のみ」となった。競走は毎年たいへんな人気になり、1921年（大正10年）には、優勝馬には副賞として「花盛器」が授与されることになった。
1928年（昭和3年）にはメートル法が導入され、従来の2マイル（約3218メートル）から3200メートルに改められた。また、この年の大礼開催（後述）から競走名は各内国産馬連合競走に改められ、出走要件は「前季の新馬戦の上位2着」に緩和された。
補助金を出していた馬政局は1923年（大正12年）に農商務省に組み込まれ、さらに農商務省が農林省と商工省に分割されて競馬は農林省の管轄になった。競馬の補助金も農林省が出しており、1932年（昭和7年）から競走名は農林省賞典競走となった。

#### 関西連合
1923年（大正12年）にようやく競馬法が可決され、15年ぶりに馬券が復活した。
兵庫県の阪神競馬倶楽部（鳴尾競馬場）では長年にわたり馬政局へ関西での連合競走の創設を陳情していたが、1924年（大正13年）にこれが実現した。全国優勝連合内国産馬競走が行われることになり、各内国産馬連合競走として創設された。一般には東京の連合競走と区別して阪神連合や関西連合などと通称されていた。
関西での連合競走創設を受けて東京の優勝内国産馬連合競走の出走条件が変更になり、阪神の各内国産馬連合競走で優勝したものは、東京の優勝内国産馬連合競走には出走できないことになった。こうして「連合競走」は、東西それぞれのチャンピオン決定戦となった。
東京と同じように競走名はのちに各内国産古馬競走になり、さらに1932年（昭和7年）からは農林省賞典競走となった。

#### 牝馬連合
京都の競馬会は当初、下京区島原で行っていたが、明治末に須知村（現在の京丹波町蒲生野付近）に移転した。しかしここは京都の中心部から離れた山間部で、観客が少なかった。そのため、馬券が公認になると、淀川と宇治川に挟まれた広大な湿地帯を借り、ここに京都競馬場を造営した。
この新しい競馬場での開催は1925年（大正14年）秋に始まると大変な賑わいになり、入場者・馬券の売上とも次々に記録を更新し、やがて日本で最も馬券の売上が多い競馬場となった。しかし、京都競馬場には目玉競走といえるものが無く、長年にわたり帝室御賞典の下賜を請願していたがついに認められなかった。しかし、1928年（昭和3年）春から牝馬だけによる「連合競走」として各内国産牝馬連合競走が創設され、京都競馬場の初めての目玉競走となった。
一方、1926年（大正15年）暮れに大正天皇が没し、その喪が明けた1928年（昭和3年）秋に昭和天皇の即位の礼が執り行われることになった。日本各地の競馬場では「大禮開催」と称して臨時の競馬が開催されることになった。京都競馬場では「大禮記念」として連合競走が開催された。京都競馬場の連合競走は後にも先にもこの1回きりである。
この競走は1931年（昭和6年）に牝馬連合競走、1935年（昭和10年）秋に農林省賞典牝馬競走と改名された。1938年（昭和13年）に各地の競馬クラブが統合され日本競馬会になった年には開催しなかったが、1938年（昭和14年）には2400メートルの四・五歳牝馬特別競走と形を変えて行われた。しかしこれは3年で廃止になった。

### 終局 - 帝室御賞典への統合
1931年（昭和6年）の満州事変、1937年（昭和12年）の盧溝橋事件と時局が進み、戦時体制が強化されると各地の競馬倶楽部も統一されて日本競馬会となった。
日本競馬会では全国の競走体系を再構築するにあたり、古馬の競走の頂点に3200メートルの高額賞金競走を置き、これを東京・阪神で年2回開催することとした。この競走には皇室から賞品が下賜され、競走の名称は帝室御賞典となった。この名称や皇室から賞品が下賜されるという特徴は旧来の帝室御賞典のものだが、距離や施行条件などは実質的に優勝内国産馬連合競走を承継している。

## 歴代優勝馬
- 馬齢の表記方法は2001年以降の方式による。したがって当時の馬齢表記には、下表に1を加えたものとなる。
- 馬主には仮定名称を含む。

### 東京
| 開催名       | 施行日         | 競走名               | 開催地 | 距離    | 優勝馬                   | 性齢 | タイム   | 優勝騎手       | 管理調教師 | 馬主         |
| ------------ | -------------- | -------------------- | ------ | ------- | ------------------------ | ---- | -------- | -------------- | ---------- | ------------ |
| 明治44年秋季 | 1911年11月11日 | 優勝内国産馬連合競走 | 目黒   | 2マイル | ラングトン               | 牡3  | 3:45.96  | 伊庭野次郎     |            | 箕田定吉     |
| 明治45年秋季 | 1912年11月23日 | 優勝内国産馬連合競走 | 目黒   | 2マイル | レッドサイモン           | 牡3  | 4:03.37  | W.H.コツフヰー |            | ノーフォーク |
| 大正2年秋季  | 1913年11月22日 | 優勝内国産馬連合競走 | 目黒   | 2マイル | シンコイワヰ             | 牡4  | 4:03.10  | 千歳孫作       |            | 絹川安松     |
| 大正3年秋季  | 1914年11月14日 | 優勝内国産馬連合競走 | 目黒   | 2マイル | インタグリオ             | 牡5  | 3:40.41  | 千歳孫作       |            | 絹川安松     |
| 大正4年秋季  | 1915年11月27日 | 優勝内国産馬連合競走 | 目黒   | 2マイル | トクホ                   | 牡3  | 3:43.60  | 尾形景造       |            | 平岡廣高     |
| 大正5年秋季  | 1916年11月11日 | 優勝内国産馬連合競走 | 目黒   | 2マイル | アフリカンダー           | 牡5  | 4:02.90  | W.H.コツフヰー |            |              |
| 大正6年秋季  | 1917年11月17日 | 優勝内国産馬連合競走 | 目黒   | 2マイル | ピーターパン             | 牡4  | 3:46.50  | W.H.コツフヰー |            |              |
| 大正7年春季  | 1918年5月11日  | 優勝内国産馬連合競走 | 目黒   | 2マイル | ウヱスト                 | 牡4  | 3:51.77  | W.H.コツフヰー |            |              |
| 大正7年秋季  | 1918年11月16日 | 優勝内国産馬連合競走 | 目黒   | 2マイル | プリンセスプレイアモーア | 牝4  | 3:41.10  | W.H.コツフヰー |            |              |
| 大正8年春季  | 1919年5月3日   | 優勝内国産馬連合競走 | 目黒   | 2マイル | ペットレル               | 牝4  | 3:47.13  | 仲住与之助     |            | シギ         |
| 大正8年秋季  | 1919年11月22日 | 優勝内国産馬連合競走 | 目黒   | 2マイル | マイヅル                 | 牡4  | 3:53.40  | 佐々木勇太郎   |            | 絹川安松     |
| 大正9年春季  | 1920年5月1日   | 優勝内国産馬連合競走 | 目黒   | 2マイル | ウキフネ                 | 牝5  | 3:58.33  |                |            |              |
| 大正9年秋季  | 1920年11月20日 | 優勝内国産馬連合競走 | 目黒   | 2マイル | ホーンビーム             | 牡4  | 3:44.10  | 函館孫作       |            | 大島要三     |
| 大正10年春季 | 1921年5月7日   | 優勝内国産馬連合競走 | 目黒   | 2マイル | ダークメード             | 牡4  | 4:01.73  | 美馬勝一       |            | 服部宗右衛門 |
| 大正10年秋季 | 1921年11月19日 | 優勝内国産馬連合競走 | 目黒   | 2マイル | クンプウ                 | 牡4  | 3:38.18  | 柴田寛治       |            |              |
| 大正11年春季 | 1922年4月22日  | 優勝内国産馬連合競走 | 目黒   | 2マイル | オーロラ                 | 牡4  | 3:18.75  | 函館孫作       |            | 大島要三     |
| 大正11年秋季 | 1922年11月11日 | 優勝内国産馬連合競走 | 目黒   | 2マイル | イロハ                   | 牡4  | 3:43.35  | 二本柳省三     |            | 神崎利木蔵   |
| 大正12年春季 | 1923年5月5日   | 優勝内国産馬連合競走 | 目黒   | 2マイル | スターリング             | 牡4  | 3:40.61  | 尾形景造       |            |              |
| 大正12年秋季 | 1923年12月22日 | 優勝内国産馬連合競走 | 目黒   | 2マイル | ピューアゴウルド         | 牝4  | 3:51.33  | 杉浦照         |            | 久保熊彦     |
| 大正13年春季 | 1924年5月3日   | 優勝内国産馬連合競走 | 目黒   | 2マイル | フロラーカツプ           | 牝5  | 3:42.63  | 稲葉秀男       |            |              |
| 大正13年秋季 | 1924年11月22日 | 優勝内国産馬連合競走 | 目黒   | 2マイル | バンザイ                 | 牡3  | 3:41.93  | 杉浦照         |            | 久保熊彦     |
| 大正14年春季 | 1925年5月16日  | 優勝内国産馬連合競走 | 目黒   | 2マイル | ロビンソン               | 牡4  | 3:42.49  | 友村哲二       |            |              |
| 大正14年秋季 | 1925年11月28日 | 優勝内国産馬連合競走 | 目黒   | 2マイル | カノウ                   | 牡4  | 3:37.15  | 秋山辰治       |            |              |
| 大正15年春季 | 1926年5月8日   | 優勝内国産馬連合競走 | 目黒   | 2マイル | リオン                   | 牝3  | 3:40.81  | 柴田寛治       |            |              |
| 大正15年秋季 | 1926年11月27日 | 優勝内国産馬連合競走 | 目黒   | 2マイル | クモカゼ                 | 牡4  | 3:36.01  | 函館孫作       |            | 大島要三     |
| 昭和2年春季  | 1927年5月7日   | 優勝内国産馬連合競走 | 目黒   | 2マイル | ウヰンナー               | 牡5  | 3:37.47  | 秋山辰治       |            |              |
| 昭和2年秋季  | 1927年11月26日 | 優勝内国産馬連合競走 | 目黒   | 2マイル | ナスノ                   | 牡3  | 3:37.90  | 二本柳省三     |            | 橋本徳次郎   |
| 昭和3年春季  | 1928年5月5日   | 優勝内国産馬連合競走 | 目黒   | 3200m   | ヱイ                     | 牡5  | 3:37 3/5 | 大久保房松     |            | ニコエ       |
| 昭和3年大礼  | 1928年10月16日 | 各内国産馬連合競走   | 目黒   | 3200m   | ハツライ                 | 牡4  | 3:34 3/5 | 佐々木安       |            | 橋本徳次郎   |
| 昭和3年秋季  | 1928年12月4日  | 各内国産馬連合競走   | 目黒   | 3200m   | クヰンホーク             | 牝4  | 3:47 4/5 | 尾形景造       |            | エツチ       |
| 昭和4年春季  | 1929年5月4日   | 各内国産馬連合競走   | 目黒   | 3200m   | エリザベス               | 牝4  | 3:51 4/5 | 美馬勝一       |            |              |
| 昭和4年秋季  | 1929年11月23日 | 各内国産馬連合競走   | 目黒   | 3200m   | ユウエツ                 | 牡3  | 3:40 4/5 |                |            |              |
| 昭和5年春季  | 1930年5月10日  | 各内国産馬連合競走   | 目黒   | 3200m   | ケンキン                 | 牡4  | 3:46 2/5 | 岸参吉         |            |              |
| 昭和5年秋季  | 1930年11月22日 | 各内国産馬連合競走   | 目黒   | 3200m   | ワカクサ                 | 牡3  | 3:38 2/5 | 尾形景造       |            |              |
| 昭和6年春季  | 1931年5月9日   | 各内国産馬連合競走   | 目黒   | 3200m   | テキショウ               | 牝4  | 3:42 4/5 | 杉浦照         |            |              |
| 昭和6年秋季  | 1931年11月22日 | 各内国産馬連合競走   | 目黒   | 3200m   | ハクリュウ               | 牡3  | 3:36 0/5 | 稲葉秀男       | 北郷五郎   | 新井八郎     |
| 昭和7年春季  | 1932年4月29日  | 農林省賞典競走       | 目黒   | 3200m   | ハッピーチャペル         | 牡4  | 3:38 2/5 |                |            |              |
| 昭和7年秋季  | 1932年10月30日 | 農林省賞典競走       | 目黒   | 3200m   | ワカタカ                 | 牡3  | 3:26 2/5 | 函館孫作       | 東原玉造   | 乾鼎一       |
| 昭和8年春季  | 1933年4月28日  | 農林省賞典競走       | 目黒   | 3200m   | ハクコウ                 | 牡4  | 3:33 0/5 | 尾形景造       |            |              |
| 昭和8年秋季  | 1933年12月1日  | 農林省賞典競走       | 府中   | 3200m   | ハツピーランド           | 牝3  | 3:44 4/5 | 徳田伊三郎     | 佐藤順治   | 林民雄       |
| 昭和9年春季  | 1934年4月27日  | 農林省賞典競走       | 府中   | 3200m   | ワカミチ                 | 牡4  | 3:40 4/5 | 尾形景造       |            |              |
| 昭和9年秋季  | 1934年11月23日 | 農林省賞典競走       | 府中   | 3200m   | デンコウ                 | 牡3  | 3:28 4/5 | 伊藤正四郎     | 尾形景造   | 高杉晋       |
| 昭和10年春季 | 1935年5月3日   | 農林省賞典競走       | 府中   | 3200m   | ハクカ                   | 牡4  | 3:30 1/5 | 秋山辰治       | 石毛彦次郎 | 七尾菊良     |
| 昭和10年秋季 | 1935年12月6日  | 農林省賞典競走       | 府中   | 3200m   | アカイシダケ             | 牡3  | 3:36 2/5 | 尾形景造       | 尾形景造   | 清水友太郎   |
| 昭和11年春季 | 1936年4月8日   | 農林省賞典競走       | 府中   | 3200m   | ホンイチ                 | 牡4  | 3:45 4/5 | 稗田十七二     |            |              |
| 昭和11年秋季 | 1936年12月4日  | 農林省賞典競走       | 府中   | 3200m   | マルヌマ                 | 牡3  | 3:28 2/5 | 中村広         | 中村広     | 千明賢治     |
| 昭和12年春季 | 1937年4月25日  | 農林省賞典競走       | 府中   | 3200m   | ピュアソール             | 牝4  | 3:36 4/5 | 佐藤嘉七       | 田中和一郎 | 加藤雄策     |
| 昭和12年秋季 | 1937年11月23日 | 農林省賞典競走       | 府中   | 3200m   | ハッピーマイト           | 牡3  | 3:27 1/5 | 新井朋次郎     | 秋山辰治   | 竹中久蔵     |

### 阪神
| 開催名       | 施行日         | 競走名             | 開催地 | 距離    | 優勝馬             | 性齢 | タイム   | 優勝騎手   | 管理調教師 | 馬主       |
| ------------ | -------------- | ------------------ | ------ | ------- | ------------------ | ---- | -------- | ---------- | ---------- | ---------- |
| 大正13年秋季 | 1924年10月11日 | 各内国産馬連合競走 | 鳴尾   | 2マイル | レデースバットン   | 牝4  | 3:45.31  | 伊藤勝吉   |            |            |
| 大正14年春季 | 1925年4月11日  | 各内国産馬連合競走 | 鳴尾   | 2マイル | マツカゼ           | 牡4  | 3:37.55  | 布施文蔵   |            |            |
| 大正14年秋季 | 1925年10月10日 | 各内国産馬連合競走 | 鳴尾   | 2マイル | チャペル           | 牡4  | 3:40.65  | 函館孫作   |            | 大島要三   |
| 大正15年春季 | 1926年4月10日  | 各内国産馬連合競走 | 鳴尾   | 2マイル | タマカゼ           | 牡4  | 3:39.91  | 伊藤勝吉   |            |            |
| 大正15年秋季 | 1926年10月9日  | 各内国産馬連合競走 | 鳴尾   | 2マイル | ヱスク             | 牡4  | 3:34.24  | 奥村鹿市   |            |            |
| 昭和2年春季  | 1927年4月3日   | 各内国産古馬競走   | 鳴尾   | 2マイル | アスベル           | 牝4  | 3:37.57  | 尾形景造   |            |            |
| 昭和2年秋季  | 1927年10月8日  | 各内国産古馬競走   | 鳴尾   | 2マイル | ミフク             | 牡3  | 3:43.56  | 伊藤勝吉   |            | 福原政治   |
| 昭和3年春季  | 1928年4月7日   | 各内国産古馬競走   | 鳴尾   | 3200m   | ヨシトミ           | 牡3  | 3:36 4/5 | 二本柳省三 |            |            |
| 昭和3年秋季  | 1928年11月20日 | 各内国産古馬競走   | 鳴尾   | 3300m   | ハクショウ         | 牡4  | 3:41 4/5 | 尾形景造   | 尾形景造   | 遠山芳三   |
| 昭和4年春季  | 1929年4月3日   | 各内国産古馬競走   | 鳴尾   | 3300m   | ライハ             | 牝4  | 3:40 1/5 | 大久保房松 |            |            |
| 昭和4年秋季  | 1929年10月12日 | 各内国産古馬競走   | 鳴尾   | 3200m   | ナスカゼ           | 牝3  | 3:40 4/5 | 柴田寛治   |            |            |
| 昭和5年春季  | 1930年4月12日  | 各内国産古馬競走   | 鳴尾   | 3200m   | タマコイワヰ       | 牡4  | 3:46 2/5 | 伊藤勝吉   |            | トモエ     |
| 昭和5年秋季  | 1930年10月11日 | 各内国産古馬競走   | 鳴尾   | 3200m   | ウイリアムトツプ   | 牡4  | 3:38 2/5 | 元石吉太郎 |            |            |
| 昭和6年春季  | 1931年4月11日  | 各内国産古馬競走   | 鳴尾   | 3200m   | サイピツト         | 牡4  | 3:42 4/5 | 友村哲二   |            |            |
| 昭和6年秋季  | 1931年11月7日  | 各内国産古馬競走   | 鳴尾   | 3200m   | ロビンオー         | 牝3  | 3:36 0/5 | 中島時一   |            | 岡本和三郎 |
| 昭和7年大礼  | 1932年1月8日   | 農林省賞典競走     | 鳴尾   | 3200m   | アスコット         | 牡4  | 3:44 4/5 | 尾形景造   | 尾形景造   | ドライバー |
| 昭和7年春季  | 1932年4月10日  | 農林省賞典競走     | 鳴尾   | 3200m   | ヤマヤス           | 牝4  | 3:26 2/5 | 大久保亀吉 | 尾形景造   | 西園寺八郎 |
| 昭和7年秋季  | 1932年11月12日 | 農林省賞典競走     | 鳴尾   | 3200m   | ハクセツ           | 牡3  | 3:33 0/5 | 友村哲二   | 田中和一郎 | 小林暢     |
| 昭和8年春季  | 1933年4月15日  | 農林省賞典競走     | 鳴尾   | 3200m   | スターリングモア   | 牝4  | 3:44 4/5 | 相羽仙一   |            |            |
| 昭和8年秋季  | 1933年10月6日  | 農林省賞典競走     | 鳴尾   | 3200m   | カブトヤマ         | 牡3  | 3:40 4/5 | 大久保房松 | 大久保房松 | 前川道平   |
| 昭和9年春季  | 1934年1月14日  | 農林省賞典競走     | 鳴尾   | 3200m   | スターカツプ       | 牝4  | 3:32 1/5 | 中島時一   |            |            |
| 昭和9年秋季  | 1934年12月24日 | 農林省賞典競走     | 鳴尾   | 3200m   | スパーション       | 牡3  | 3:27 0/5 | 伊藤勝吉   |            |            |
| 昭和10年春季 | 1935年4月14日  | 農林省賞典競走     | 鳴尾   | 3200m   | オトコヤマ         | 牡4  | 3:39 0/5 | 永松馨     |            |            |
| 昭和10年秋季 | 1935年11月17日 | 農林省賞典競走     | 鳴尾   | 3200m   | スモールジャック   | 牡3  | 3:37 1/5 | 諏訪佐市   |            |            |
| 昭和11年春季 | 1936年4月12日  | 農林省賞典競走     | 鳴尾   | 3200m   | クヰンアスパー     | 牝4  | 3:32 1/5 | 伊藤勝吉   |            |            |
| 昭和11年秋季 | 1936年11月3日  | 農林省賞典競走     | 鳴尾   | 3200m   | ピアスアロートマス | 牝3  | 3:26 4/5 |            | 稗田虎伊   | 東松孝時   |
| 昭和12年春季 | 1937年4月18日  | 農林省賞典競走     | 鳴尾   | 3200m   | トクライト         | 牡4  | 3:30 0/5 | 大久保亀吉 |            |            |
| 昭和12年秋季 | 1937年11月24日 | 農林省賞典競走     | 鳴尾   | 3200m   | ゼネラル           | 牡3  | 3:34 1/5 | 武田文吾   |            | 西橋外男   |

### 京都
| 開催名       | 施行日         | 競走名               | 開催地 | 距離  | 優勝馬             | 性齢 | タイム   | 優勝騎手   | 管理調教師 | 馬主       |
| ------------ | -------------- | -------------------- | ------ | ----- | ------------------ | ---- | -------- | ---------- | ---------- | ---------- |
| 昭和3年春季  | 1928年4月15日  | 各内国産牝馬連合競走 | 京都   | 3200m | ナノハナ           | 牝4  | 3:34 2/5 | 中島時一   |            |            |
| 昭和3年秋季  | 1928年12月9日  | 各内国産牝馬連合競走 | 京都   | 3200m | アリアケ           | 牝4  | 3:35 4/5 |            |            | 伊村宗芳   |
| 昭和4年春季  | 1929年4月14日  | 各内国産牝馬連合競走 | 京都   | 3200m | タマチップ         | 牝5  | 3:36 3/5 | 伊藤勝吉   |            | トモエ     |
| 昭和4年秋季  | 1929年12月7日  | 各内国産牝馬連合競走 | 京都   | 3200m | ハクシュン         | 牝4  | 3:41 4/5 | 尾形景造   |            |            |
| 昭和5年春季  | 1930年4月26日  | 各内国産牝馬連合競走 | 京都   | 3200m | サンシャイン       | 牝4  | 3:45 4/5 | 尾形景造   |            | 土田荘助   |
| 昭和5年秋季  | 1930年12月13日 | 各内国産牝馬連合競走 | 京都   | 3200m | ケンシク           | 牝4  | 3:47 2/5 | 中村一雄   |            |            |
| 昭和6年春季  | 1931年4月25日  | 各内国産牝馬連合競走 | 京都   | 3200m | パンジー           | 牝4  | 3:48 0/5 | 美馬信次   |            |            |
| 昭和6年秋季  | 1931年11月28日 | 牝馬連合競走         | 京都   | 3200m | ロビンオー         | 牝3  | 3:44 3/5 | 中島時一   |            | 岡本和三郎 |
| 昭和7年春季  | 1932年5月6日   | 牝馬連合競走         | 京都   | 3200m | ナンフウ           | 牝4  | 3:34 2/5 |            |            |            |
| 昭和7年秋季  | 1932年12月16日 | 牝馬連合競走         | 京都   | 3200m | セカイイチ         | 牝4  | 3:35 2/5 | 伊藤勝吉   |            |            |
| 昭和8年春季  | 1933年4月30日  | 牝馬連合競走         | 京都   | 3200m | シラヌヒ           | 牝4  | 3:31 0/5 |            |            |            |
| 昭和8年秋季  | 1933年12月17日 | 牝馬連合競走         | 京都   | 3200m | アサハギ           | 牝4  | 3:38 4/5 | 二本柳勇   | 伊藤勝吉   | 古門九一郎 |
| 昭和9年春季  | 1934年4月3日   | 牝馬連合競走         | 京都   | 3200m | エツフオード       | 牝4  | 3:35 1/5 | 武田文吾   | 高橋政治郎 | 西橋外男   |
| 昭和9年秋季  | 1934年12月2日  | 牝馬連合競走         | 京都   | 3200m | ゼンジ             | 牝3  | 3:32 4/5 |            |            | 吉田善助   |
| 昭和10年春季 | 1935年5月5日   | 牝馬連合競走         | 京都   | 3200m | グロリア           | 牝4  | 3:30 1/5 | 武田文吾   |            |            |
| 昭和10年秋季 | 1935年12月21日 | 農林省賞典牝馬競走   | 京都   | 3200m | ジャンダークトマス | 牝3  | 3:35 0/5 | 稗田十七二 |            |            |
| 昭和11年春季 | 1936年5月3日   | 農林省賞典牝馬競走   | 京都   | 3200m | クレオパトラトマス | 牝4  | 3:31 2/5 | 伊藤勝吉   | 伊藤勝吉   | 東松孝時   |
| 昭和11年秋季 | 1936年10月11日 | 農林省賞典牝馬競走   | 京都   | 3200m | シンヨリーナトマス | 牝3  | 3:32 0/5 | 稗田十七二 | 稗田虎伊   | 東松孝時   |
| 昭和12年春季 | 1937年1月11日  | 農林省賞典牝馬競走   | 京都   | 3200m | イロハ             | 牝4  | 3:38 0/5 | 清水茂次   |            | 神崎利木蔵 |
| 昭和12年秋季 | 1937年12月20日 | 農林省賞典牝馬競走   | 京都   | 3200m | ヒサニシキ         | 牝3  | 3:43 2/5 | 武田作十郎 | 藤本冨良   | タイヘイ   |

- 牝馬限定

#### 大禮記念
| 競馬場 | 施行日         | 優勝馬   | 性齢 | タイム   | 優勝騎手 | 管理調教師 | 馬主 |
| ------ | -------------- | -------- | ---- | -------- | -------- | ---------- | ---- |
| 京都   | 1928年10月23日 | アラタマ | 牡3  | 3:39 0/5 | 伊藤勝吉 |            |      |

## 北海道の優勝新馬連合
馬券禁止後の1910年（明治43年）秋、北海道では独自の連合競走を実施した。札幌競馬倶楽部と函館競馬倶楽部は共同で1着1500円の賞金を捻出し、優勝新馬連合競走を実施した。